# 이타 에베르
이타 에베르(에스토니아어: Ita Ever, 1931년 4월 11일~2023년 8월 9일)는 에스토니아의 가수이자 배우이다.

## 참여 작품
여러 연극과 영화 부문에 출연했다.
- 안톤 한센 탐사레
- 애거사 크리스티
- 니콜라이 고골
- 윌리엄 셰익스피어
- 존 스타인벡
- 헨리크 입센
- 안톤 체호프